# Glycaspis rylstonensis
Glycaspis rylstonensis är en insektsart som beskrevs av Moore 1970. Glycaspis rylstonensis ingår i släktet Glycaspis och familjen rundbladloppor. Inga underarter finns listade i Catalogue of Life.